# 马佐夫舍

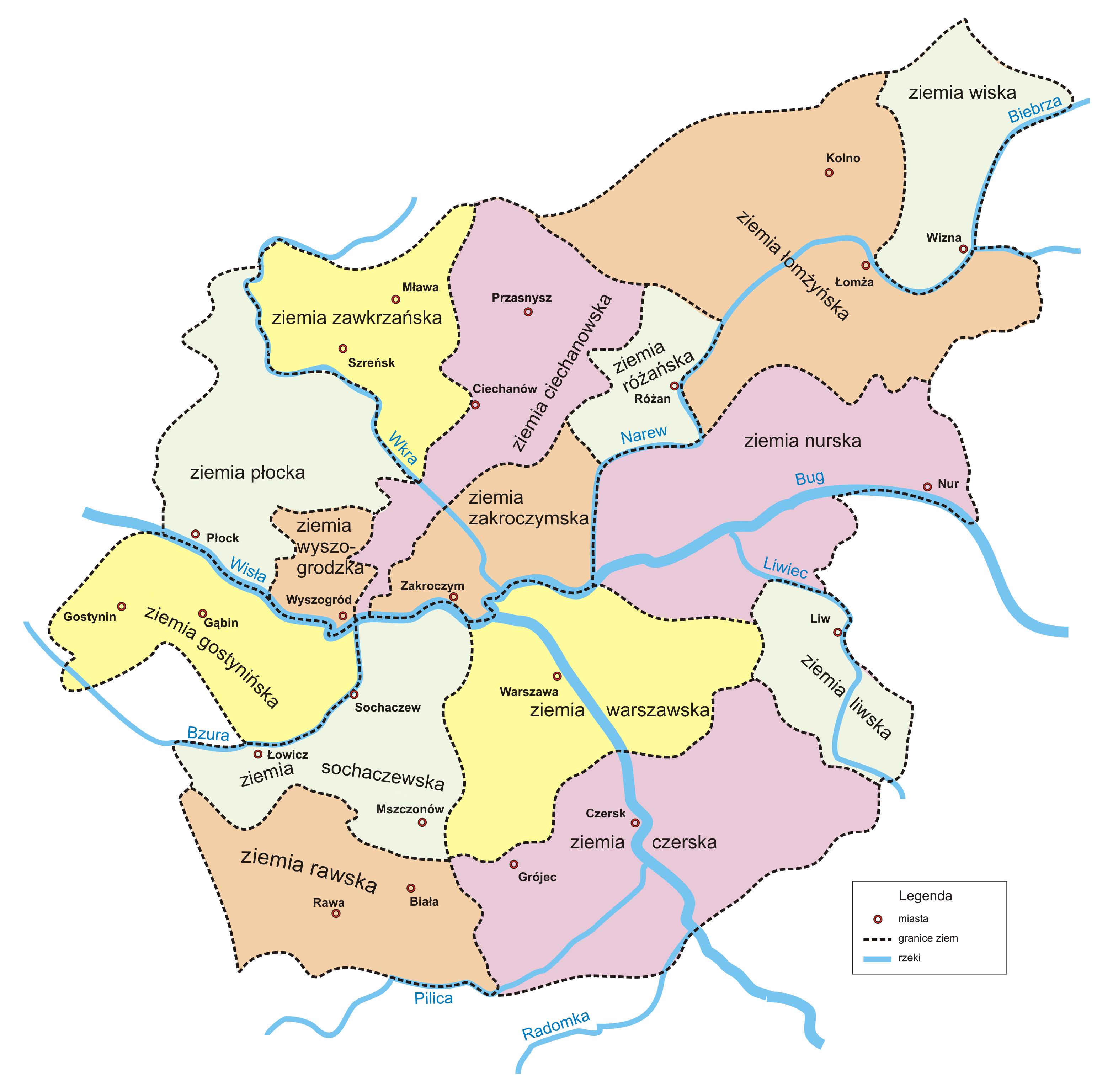

马佐夫舍（波蘭語：Mazowsze），又譯为馬佐維亞（英語：Mazovia），是历史上位于波兰东部的一个地区，首府华沙。

## 历史
10世纪，梅什科一世征服马佐夫舍，成为波兰历史上第一位统治者。随着1034年梅什科二世逝世和波希米亚人入侵，马佐夫舍获得了短暂的独立。1047年，卡齐米日一世在鲁塞尼亚人的帮助下将马佐夫吉置于统治之下。
12世纪，随着波列斯瓦夫三世逝世，波兰分裂，马佐夫舍处于波列斯瓦夫四世及随后的马佐夫舍公爵统治之下。1526年，最后一位公爵逝世，马佐夫舍重归波兰王国。
18世纪，波兰第三次分裂，马佐夫舍先后于1815年与1831年加入波蘭會議王國和俄罗斯帝国。1918年，马佐夫舍成为波兰第二共和国的一部分。
1999年，马佐夫舍省成立。